# Csősz
Csősz è un comune dell'Ungheria di 1.069 abitanti (dati 2001). È situato nella contea di Fejér.